# Солон (Айова)
Солон (англ. Solon) — місто (англ. city) в США, в окрузі Джонсон штату Айова. Населення — 3018 осіб (2020).

## Географія
Солон розташований за координатами 41°48′23″ пн. ш. 91°29′51″ зх. д. / 41.80639° пн. ш. 91.49750° зх. д. (41.806462, -91.497428).  За даними Бюро перепису населення США в 2010 році місто мало площу 3,59 км², уся площа — суходіл. В 2017 році площа становила 3,40 км², уся площа — суходіл.

## Демографія
Згідно з переписом 2010 року, у місті мешкало 2037 осіб у 759 домогосподарствах у складі 528 родин. Густота населення становила 567 осіб/км².  Було 832 помешкання (232/км²).
Расовий склад населення:
| - 97,8 % — білих - 0,3 % — чорних або афроамериканців - 0,3 % — азіатів |

До двох чи більше рас належало 0,8 %. Частка іспаномовних становила 1,5 % від усіх жителів.
За віковим діапазоном населення розподілялося таким чином: 32,2 % — особи молодші 18 років, 54,3 % — особи у віці 18—64 років, 13,5 % — особи у віці 65 років та старші. Медіана віку мешканця становила 35,4 року. На 100 осіб жіночої статі у місті припадало 93,4 чоловіків;  на 100 жінок у віці від 18 років та старших — 89,6 чоловіків також старших 18 років.
Середній дохід на одне домашнє господарство  становив 88 876 доларів США (медіана — 75 833), а середній дохід на одну сім'ю — 101 742 долари (медіана — 86 696). Медіана доходів становила 62 171 долар для чоловіків та 51 157 доларів для жінок. За межею бідності перебувало 5,4 % осіб, у тому числі 7,5 % дітей у віці до 18 років та 6,4 % осіб у віці 65 років та старших.
Цивільне працевлаштоване населення становило 1157 осіб. Основні галузі зайнятості: освіта, охорона здоров'я та соціальна допомога — 30,3 %, виробництво — 11,5 %, мистецтво, розваги та відпочинок — 10,7 %.